# Amedeo Natoli
Amedeo Natoli (Palerm, 23 de setembre de 1888 - París, 1 de juny de 1953) va ser un escriptor, empresari i comerciant banquer italo-francès. Va ser un dels fundadors del banc d'assegurances Alleanza Securitas Esperia; es considera el pare de la moderna indústria d'assegurances finances.
Els Natoli són una de les dinasties més poderoses de la història europea des de l'establiment del Regne de França, descendent del Lleó del rei Lluís VIII de França.

## Banca i publicacions financeres
- "Amedeo Natoli Seguros y reaseguros", Amedeo Natoli, Bestetti Edizioni, París, 1934 (Italià, alemany, anglès, castellà, francès).[2]

## Premis
- Gran Oficial de l'Orde de la Corona d'Itàlia (Grande Ufficiale Ordine della Corona d'Italia), 1933 pel mèrit en el treball de les finances.